# جزيرة أنيت
جزيرة أنيت (بالإنجليزية: Annette Island)‏ هي جزيرة من جزر غرافينا في أرخبيل ألكسندر في المحيط الهادئ جنوب شرق ألاسكا في الولايات المتحدة.
طولها 18 كم وعرضها 18 كم ومساحتها 332 كم مربع.
سماها ويليام هيلي دال في عام 1879 وهو مستكشف أميركي في ألاسكا تكريما لزوجته أنيت ويتني دال.